# Liste der Kreisstraßen im Kreis Minden-Lübbecke
Die Liste der Kreisstraßen im Kreis Minden-Lübbecke ist eine Auflistung der Kreisstraßen im Kreis Minden-Lübbecke, Nordrhein-Westfalen.

## Abkürzungen
- K: Kreisstraße
- L: Landesstraße

## Liste
Die Kreisstraßen behalten die ihnen zugewiesene Nummer innerhalb von Nordrhein-Westfalen auch bei einem Wechsel in einen anderen Kreis oder in eine kreisfreie Stadt. Nicht vorhandene bzw. nicht nachgewiesene Kreisstraßen werden in Kursivdruck gekennzeichnet, ebenso Straßen und Straßenabschnitte, die unabhängig vom Grund (Herabstufung zu einer Gemeindestraße oder Höherstufung) keine Kreisstraßen mehr sind.
Der Straßenverlauf wird in der Regel von Nord nach Süd und von West nach Ost angegeben.
| Nr.  | Verlauf |
| ---- | --- |
| K 1  | (K 14 im Landkreis Nienburg/Weser, Niedersachsen) – Landesgrenze – K 2 – Schlüsselburg – K 3 – Wasserstraße – – Landesgrenze – (K 10 im Landkreis Nienburg/Weser, Niedersachsen) |
| K 2  | (K 63 im Landkreis Nienburg/Weser, Niedersachsen) – Landesgrenze – K 1 in Schlüsselburg |
| K 3  | K 1 – Neuhof – Heimsen – K 36 – Drögenhorst – K 36 – Döhren – K 4 – – K 24 – Windheim – K 24 – |
| K 4  | K 3 in Döhren – Neuenknick – K 38 – Depenbrock – Quinheide – Rosenhagen – L 801 – Klanhorst – K 6 in Raderhorst |
| K 5  | (K 15 im Landkreis Nienburg/Weser, Niedersachsen) – Landesgrenze – Buchholz – Kleinenleese – Großenheerse – Hävern – K 24 – K 49 – Ovenstädt – Landesgrenze – (K 55 im Landkreis Nienburg/Weser, Niedersachsen) – Landesgrenze – Kreisstraße ohne Anschluss an andere Straßen und ohne Bebauung – Landesgrenze – (K 55 im Landkreis Nienburg/Weser, Niedersachsen) – Landesgrenze – – Landesgrenze – (K 55 im Landkreis Nienburg/Weser, Niedersachsen) |
| K 6  | L 770 – Raderhorst – K 4 – L 770 – Bierde – Lahde – L 772 – Frille – K 39 – K 7 – Päpinghausen – Landesgrenze – (K 5 im Landkreis Schaumburg, Niedersachsen – K 39) – Landesgrenze – – Dankersen – L 764 in Minden |
| K 7  | K 39 in Leteln – Aminghausen – K 6 in Päpinghausen |
| K 8  | K 29 in Werste – Eidinghausen – L 772 – K 29 – Wiehe – |
| K 9  | (K 9 im Kreis Herford) – Kreisgrenze – Lohe – L 772 – Kreisgrenze – (K 9 im Kreis Lippe) |
| K 10 | (K 49 im Landkreis Nienburg/Weser, Niedersachsen) – Landesgrenze – Maaslingen – K 20 – L 770 – L 772 – Harrienstädt – Nordholz – K 37 – Kutenhausen – K 46 – L 764 – Minderheide – Hahlen – K 34 – L 766 – Dützen – L 876 in Uphausen |
| K 11 | (K 20 im Landkreis Nienburg/Weser, Niedersachsen) – Landesgrenze – L 770 – K 20 – Wegholm – K 47 – L 772 in Friedewalde |
| K 12 | (K 21 im Landkreis Nienburg/Weser, Niedersachsen) – Landesgrenze – L 764 – L 803 – L 770 – Mindenerwald – Holzhauser Damm – K 13 in Holzhausen bei Nordhemmern |
| K 13 | L 766 – Specken – Nordhemmern – K 14 – Holzhausen bei Nordhemmern – K 12 – L 772 – L 764 in Minderheide |
| K 14 | L 803 – Nordhemmern – K 13 – L 772 in Hartum |
| K 15 | in Nettelstedt – Husen – L 803 – Eickhorst – – K 17 – Oberlübbe – K 31 – L 772 |
| K 17 | in Nettelstedt – K 15 in Eickhorst |
| K 18 | (K 18 im Landkreis Nienburg/Weser, Niedersachsen) – Kreisgrenze – L 770 – K 20 – Meßlingen – L 772 – Südfelde – K 46 in Stemmer |
| K 19 | in Bölhorst – L 876 in Häverstädt |
| K 20 | K 11 – K 18 – Meßlingen – K 10 – Maaslingen – Eldagsen – in Petershagen |
| K 21 | L 764 in Neesen – K 32 – – L 764 in Lerbeck |
| K 22 | L 866 in Kleinenbremen – Barksen – Landesgrenze – (K 8 im Landkreis Schaumburg, Niedersachsen) |
| K 23 | Jakobsberg – L 780 in Hausberge |
| K 24 | K 5 in Hävern – Weserfähre – K 3 – Windheim – K 3 |
| K 25 | in Hausberge – K 42 – K 40 – Voßbrink – Schierholz – Möllbergen – K 26 – L 866 |
| K 26 | Südlicher See – Vennebeck – – K 43 – Vennebeckerbruch – K 25 in Möllbergen |
| K 27 | L 773 in Ahlsen – Holsen – Schnathorst – L 876 – Bröderhausen – K 44 – L 774 – K 31 – Wulferdingsen – K 29 – Kroppeloh – Schmalenbeck – L 772 – Volmerdingsen – Starkensiek – K 30 – Öringsen – Wöhren – K 30 – in Niederdehme |
| K 28 | in Niedringhausen – K 50 –Büttendorf – Benkhöfen – Kreisgrenze am südlichen Straßenrand – Gieverdingsen – K 45 – Kreisgrenze – (K 28 im Kreis Herford) |
| K 29 | L 774 in Wulferdingsen – K 31 – Sundern – Westerholz – Werste – K 8 – L 546 – Wiehe – L 772 – K 8 – Eidinghausen – in Dehme |
| K 30 | L 876 in Luttern – K 27 – Öringsen – Wöhren – L 772 in Schnedingsen |
| K 31 | in Unterlübbe – Oberlübbe – K 15 – L 876 – Wallücke – L 774 – Wulferdingsen – K 29 – Kreisgrenze am westlichen Straßenrand – Kreisgrenze – (K 31 im Kreis Herford) |
| K 32 | L 534 in Grille – Meißen – Neesen – K 21 – L 764 |
| K 33 | K 6 in Lahde – Gorspen-Vahlsen – K 38 in Ilserheide |
| K 34 | L 766 in Hahlen – K 10 – in Minden |
| K 35 | L 876 in Oberbauerschaft – K 50 – Kreisgrenze – (K 35 im Kreis Herford) |
| K 36 | K 3 in Heimsen – Ilvese – K 3 |
| K 38 | (K 57 im Landkreis Nienburg/Weser, Niedersachsen) – Landesgrenze – Lindenau – Neuenknick – K 4 – Depenbrock – Feuerschicht – L 801 – Ilserheide – K 33 – L 770 |
| K 39 | K 6 in Frille – Wietersheim – Leteln – L 764 |
| K 40 | K 42 in Holzhausen bei Hausberge – K 25 |
| K 41 | K 60 – L 876 – Oberbauerschaft – Kreisgrenze – (K 41 im Kreis Herford) |
| K 42 | K 25 in Hausberge – Holzhausen bei Hausberge – K 40 – Hitzepohl – K 26 – Vennebeckerbruch – K 43 – Am Berge – Kreisgrenze – (K 42 im Kreis Herford) |
| K 43 | K 26 in Venneckerbruch – Twellsiek – Holtrup – L 778 – K 42 – Kreisgrenze – (K 43 im Kreis Herford) |
| K 44 | L 876 – Großenberken – Bröderhausen – L 774 in Rauhensundern |
| K 45 | L 773 in Tengern – K 28 |
| K 46 | L 764 in Stemmer – K 18 – Kutenhausen – K 10 – in Todtenhausen |
| K 47 | K 11 in Wegholm – L 772 in Heide |
| K 48 | L 534 in Wülpke – Arenfeld |
| K 49 | (K 64 im Landkreis Nienburg/Weser, Niedersachsen) – Landesgrenze – K 5 – Ovenstädt – Pottmühle – |
| K 50 | K 35 in Oberbauerschaft – Bischenfeld – – K 28 – Hongsen – L 876 |
| K 55 | L 766 in Isenstedt – K 83 – L 771 – Bollfeld – Eichholz – in Eilhausen |
| K 56 | L 918 in Diekerort – L 766 – Isenstedt – K 83 – K 62 – L 771 in Gehlenbeck |
| K 57 | L 765 in Rahden – K 63 – Wehe – Moorort – K 66 – Barl – Landesgrenze – (K 23 im Landkreis Nienburg/Weser, Niedersachsen) |
| K 58 | – Rahden – – Sudriede – K 85 – K 81 – L 770 – Espelkamp – Fabbenstedt – K 82 – Kurzenhülsen – L 766 in Fiestel |
| K 59 | (K 26 im Landkreis Diepholz, Niedersachsen) – Landesgrenze – Tielge – K 70 – Sielhorst – L 765 – Bulzendorf – L 769 in Varl |
| K 60 | (K 27 im Landkreis Diepholz, Niedersachsen) – Landesgrenze – K 69 – Oppenwehe – K 70 – Hinternfelde – L 769 – Steinkämper Feld – L 557 – K 85 – Varler Wald – L 770 – Vehlage – K 82 – L 768 – L 773 – Fiestel – Alswede – K 84 – Ellerbusch – K 62 – Blasheim – Untermehnen – Obermehnen – K 41 |
| K 61 | K 85 – Haßlage – L 770 |
| K 62 | K 60 in Blasheim – Hope – Stockhausen – L 773 – K 56 |
| K 63 | K 67 in Preußisch Ströhen – Holsingerort – Hinternfelde – K 64 – Wehe – K 57 – Nutteln – Tonnenheide – L 765 – L 802 – L 770 – Hexenhügel – K 82 – L 918 in Frotheim |
| K 64 | L 765 in Lütkenloh – Lampenort – K 67 – Kleinendorf – – K 63 in Wehe |
| K 66 | K 67 in Preußisch Ströhen – Holsingerort – K 63 – Langenhorst – K 57 in Barl |
| K 67 | K 70 – Börstel – Preußisch Ströhen – K 63 – – Gerlage – Donzligerort – K 64 in Lampenort |
| K 68 | L 765 – Oppendorf – Hartenfelde – L 769 – Mönchshagen – L 557 |
| K 69 | K 60 in Oppenwehe – L 765 |
| K 70 | K 60 in Oppenwehe – Tielge – K 59 – Bruchort – – Preußisch Ströhen – K 67 – Landesgrenze – (K 24 im Landkreis Diepholz, Niedersachsen) |
| K 71 | L 769 in Westrup – K 72 – Niedermehnen – L 770 in Levern |
| K 72 | K 71 in Niedermehnen – Möse – L 767 in Hollwede |
| K 73 | L 767 in Großenheide – L 770 – L 766 in Destel |
| K 75 | (K 34 im Landkreis Diepholz, Niedersachsen) – Landesgrenze – Dielingen – K 77 – L 766 – Drohne – Bomhake – K 76 – Landesgrenze – (K 401 im Landkreis Osnabrück, Niedersachsen) |
| K 76 | (K 29 im Landkreis Diepholz, Niedersachsen) – Landesgrenze – L 766 – Haldem – K 75 |
| K 77 | in Reiningen – K 75 in Dielingen |
| K 78 | (K 45 im Landkreis Diepholz, Niedersachsen) – Landesgrenze – in Reiningen |
| K 79 | in Preußisch Oldendorf – Hinter dem Berge – (K 407 und K 203 im Landkreis Osnabrück, Niedersachsen) – Eininghausen – Börninghausen – L 557 |
| K 80 | K 84 in Hedem – in Offelten |
| K 81 | L 770 – K 58 – L 770 – Espelkamp – L 918 |
| K 82 | K 60 in Vehlage – Fabbenstedt – K 58 – L 918 – Espelkamp – K 63 in Hexenhügel |
| K 83 | – Brinkerort – K 56 – Isenstedt – K 55 – L 771 |
| K 84 | L 557 in Getmold – Lashorst – Hedem – K 80 – L 773 in Alswede |
| K 85 | K 60 – Varlheide – K 61 – K 58 |
| K 87 | L 773 – in Lübbecke |

## Quelle
- Landesvermessungsamt Nordrhein-Westfalen, Kreiskarte Nr. 25: Kreis Minden-Lübbecke